# Ghoga, Basavakalyan
Ghoga là một làng thuộc tehsil Basavakalyan, huyện Bidar, bang Karnataka, Ấn Độ.